# Nelson Annandale
Thomas Nelson Annandale CIE FRSE (15 de juny de 1876 a Edimburg – 10 d'abril de 1924 a Calcutta) va ser un zoòleg i antropòleg escocès.

## Biografia
Era fill de Thomas Annandale, el regius professor de la càtedra de cirurgia clínica de la Universitat d'Edimburg, Nelson va ser educat a la Rugby School, Balliol College, Oxford, i a la Universitat d'Edimburg.
Annandale va anar a l'Índia el 1904 com Deputy Superintendent del Museu de l'Índia (Natural History Section of the Indian Museum). Va emprendre l'Expedició Skeat Expedition a la part nord de la península Malaia el 1899.
Va ser el primer director del Zoological Survey of India
El 1921, tal com també ho va ser el seu pare anteriorment, ell va ser elegit Fellow of the Royal Society of Edinburgh. La Royal Asiatic Society of Bengal, va instituir una medalla triennal (Annandale Memorial Medal) per a les contribucions en antropologia a Àsia. El primer guardonat va ser Fritz Sarasin el 1928.
Va publicar The Faeroes and Iceland: a Study in Island Life el 1905.
En herpetologia va descriure diverses noves espècies de llangardaixos.